# Anne Moll

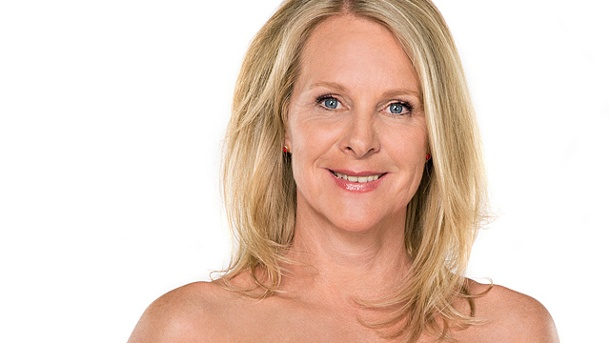
Anne Moll (2016)

Anne Moll (* 30. Dezember 1966 in Rostock) ist eine deutsche Schauspielerin, Hörbuch-Hörspiel- und Synchronsprecherin.

## Leben
Anne Moll studierte an der Hochschule für Schauspielkunst „Ernst Busch“ Berlin, Außenstelle Rostock von 1985 bis 1989, heutige Hochschule für Musik und Theater Rostock und ist seither als Schauspielerin auf mehreren deutschen Bühnen aktiv. Daneben spielte sie als Darstellerin in zahlreichen Fernsehproduktionen wie Tatort, Die Männer vom K3 und Im Namen des Gesetzes, Mordsschwestern oder Der Lehrer. Von 2015 bis 2016 übernahm sie als Nora/Dr. Katrin Burgstett, geb. Körner für 200 Folgen die weibliche Staffelhauptrolle der zwölften Staffel in der Serie Rote Rosen.
Seit 1995 arbeitet sie außerdem als Synchronsprecherin und Sprecherin für den Rundfunk. Sie lieh ihre Stimme dabei unter anderem Mariah Carey, Carmen Electra, Jane Fonda oder Sandrine Bonnaire. Sie wirkte zudem in zahlreichen Hörspielen (Die drei ???) und Hörbuchproduktionen mit (Platin-Schallplatte für die Wanderhure/Goldene Schallplatte für Meteor).
Anne Moll ist seit August 2024 die Station-Voice beim hessischen Radiosender Hit Radio FFH.
Anne Moll ist mit dem Schauspieler Ulrich Gebauer verheiratet. Das Paar hat zwei gemeinsame Kinder.

## Filmografie (Auswahl)
- 1991: Sonnenwende (Fernsehfilm)
- 1991: Polizeiruf 110: Mit dem Anruf kommt der Tod (Fernsehreihe)
- 1991: Der Besucher
- 1994: Karfunkel (Fernsehserie, Folge 1x41)
- 1996: Immer wieder Sonntag (Fernsehserie, Folge 2x03)
- 1996: Die Männer vom K3 – Kurz nach Mitternacht
- 2000: Bei aller Liebe (Fernsehserie, Folge 2x04)
- 2002: Großstadtrevier – Johnny (Fernsehserie)
- 2002: Tatort – Lastrumer Mischung (Fernsehreihe)
- 2002: Sektion – Die Sprache der Toten (Fernsehfilm)
- 2003: Alphateam – Die Lebensretter im OP (Fernsehserie, Folge 8x02)
- 2005–2023: Großstadtrevier (Fernsehserie, vier Folgen, verschiedene Rollen)
- 2007: Beim nächsten Kind wird alles anders (Fernsehfilm)
- 2008: Die Zigarrenkiste
- 2014: Rheingold – Gesichter eines Flusses
- 2015: Die Räuber (Les brigands)
- 2015–2016: Rote Rosen (Telenovela)
- 2018: Familie Dr. Kleist – Spitz auf Knopf (Fernsehserie)
- 2019: Welt unter
- 2019–2021: Der Lehrer (Fernsehserie, elf Folgen)
- 2022: In aller Freundschaft – Die jungen Ärzte – Freier Fall (Fernsehserie)
- 2022: SOKO Wismar – Das größere Übel
- 2022–2023: Mordsschwestern – Verbrechen ist Familiensache (Fernsehserie, zehn Folgen)

## Hörbücher (Auswahl)
- 2008: Mitternachtsfalken. von Ken Follett, Audio Media, München, gekürzt 390 Min., 6 CDs, ISBN 978-3-86804-465-2.
- 2013: Meteor. von Dan Brown, Bastei Lübbe Köln, 435 Min., 6 CDs, ISBN 3-404-77056-0. (DE: Platin (Hörbuch-Award))[2]
- 2014: Kalter Grund von Eva Almstädt, Lübbe Audio Köln, 253 Min., 4 CDs, ISBN 978-3-7857-5006-3.
- 2015: Honigtot von Hanni Münzer, OSTERWOLDaudio, ISBN 978-3-86952-266-1.
- 2015: Flora und Ulysses von Kate DiCamillo, Silberfisch, ISBN 978-3-86742-736-4.
- 2016: Bühlerhöhe von Brigitte Glaser, Hörbuch Hamburg, ISBN 978-3-95713-047-1.
- 2016: Marlene von Hanni Münzer, Hörbuch Hamburg, ISBN 978-3-86952-310-1.
- 2016: Eisige Wahrheit – Ein Urlaubskrimi mit Pia Korittki Eva Almstädt Lübbe Audio, 2016 Bastei Lübbe (Lübbe Audio)
- 2019: Licht in den Wolken – Berlin Iny Lorentz Lübbe Audio, 2019 Bastei Lübbe (Lübbe Audio)
- Antje Hinz: Sefarad hören: Eine jüdische Zeitreise. Silberfuchs-Verlag, Nominierung für den Deutschen Hörbuchpreis 2015
- Ken Follett – Liebe in Kingsbridge
- Iny Lorentz – Die Wanderhure (DE: Gold (Hörbuch-Award))
- Iny Lorentz – Die Kastellanin
- Iny Lorentz – Das Vermächtnis der Wanderhure
- Iny Lorentz – Die Tochter der Wanderhure
- Ann Granger – Blind Date
- Phyllis Reynolds Naylor – Aller Anfang ist verflixt, Alice
- Dieter Wellershoff – Der Liebeswunsch
- Peter Freund – Laura und das Geheimnis von Aventerra
- Peter Freund – Laura und das Siegel der sieben Monde
- Peter Freund – Laura und das Orakel der Silbernen Sphinx
- Peter Freund – Laura und der Fluch der Drachenkönige
- Peter Freund – Laura und das Labyrinth des Lichts
- Anja Tuckermann: Sinti und Roma hören. Silberfuchs-Verlag, Nominierung für den Deutschen Hörbuchpreis 2012
- Charlotte Thomas – Die Madonna von Murano (Lübbe Audio 2007)
- Luanne Rice – Sommerglück (erschienen bei Weltbild ISBN 3-7857-3095-0)
- Arne Sommer – Peter Lundt und die Stunden bis Helsinki
- Philipp Vandenberg – Das fünfte Evangelium
- Susanne Fülscher – Mia legt los
- Susanne Fülscher – Mia und der Traumprinz für Omi
- Susanne Fülscher – Mia und das Mädchen vom anderen Stern
- Susanne Fülscher – Mia und das Liebeskuddelmuddel
- Susanne Fülscher – Mia und der Großstadtdschungel
- 2021: Wendy Walker: Herzschlag der Angst (gemeinsam mit Maximiliane Häcke), der Audio Verlag, ISBN 978-3-7424-2051-0
- 2022: Caren Benedikt: Das Grand Hotel – Die der Brandung trotzen (Die Grand-Hotel-Saga 3), Random House Audio, ISBN 978-3-8371-5926-4
- 2023: Hubertus Borck: Die Klinik (Erdmann und Eloğlu 2), Argon Verlag & BookBeat, ISBN 978-3-7324-5731-1 (Hörbuch-Download)
- 2024: Eva Almstädt: OSTSEEFINSTERNIS (Pia Korittkis neunzehnter Fall), Lübbe Audio, ISBN 978-3-7857-8645-1 (Hörbuch-CD, ungekürzt: Audible)
- 2025: Eva Almstädt: Ostseedämmerung (Pia Korittki – Band 20, Krimi), Lübbe Audio, ISBN 978-3-7857-8734-2 (Hörbuch-CD, ungekürzt: Audible)

## Hörspiele (Auswahl)
- 1998: Die drei ???: Das leere Grab (Hörspiel, Folge 78, als Catherine Jonas)
- 1998: TKKG: Mörderspiel im Burghotel (Folge 109, als Frau Gruber)
- Matthias Wittekindt: Die blaue Jacht. Regie: Sven Stricker. Radio-Tatort, NDR 2012.
- Günter Merlau: Die Schwarze Sonne. Lausch Medien 2006.
- 2021: Die drei ???: Der Fluch der Medusa (Folge 213, als Mrs. Carmichael)
- 2024: Die drei ???: …und der Puppenmacher (Folge 225, als Katee)

## Synchronrollen (Auswahl)
- 2006–2008: Yuriko Yamaguchi in Naruto als Shiore (Staffel 2, Naruto (Manga))
- 2008–2012: Sarah Parish in Merlin – Die neuen Abenteuer als Lady Catrina (Episode: Die Schöne und das Biest)
- 2015–2022: Jane Fonda in Grace and Frankie als Grace Pauline

## Videospiele
- 2000: Flucht von Monkey Island als Carla, die Schwertmeisterin
- 2004: Sherlock Holmes: Das Geheimnis des silbernen Ohrrings als Roundtree Small
- 2012: Hitman Absolution als Layla Stockton
- 2014: The Evil Within als Tatiana Gutierrez
- 2017: The Evil Within 2 als Tatiana Gutierrez
- 2021: Resident Evil Village als Alcina Dimitrescu
- 2023: Redfall als Eva Crescente
- 2024: Dragon Age: The Veilguard als Gihlan'nain